# Conch Republic
W 1982 roku miasta leżące na wyspach archipelagu Florida Keys w Stanach Zjednoczonych w proteście przeciwko dokonanej przez Straż Graniczną USA blokadzie międzystanowej drogi U.S. Route 1 ogłosiły niepodległość „Republiki Muszli”. Deklaracja – choć fikcyjna i żartobliwa raczej – była reakcją na utrudnienia ruchu będące skutkiem szczegółowej kontroli każdego pojazdu zmierzającego w kierunku północnym (mającej na celu niedopuszczenie do przemieszczania się na kontynentalną część USA nielegalnych imigrantów), co uderzało w turystykę będącą podstawową gałęzią gospodarki archipelagu. Nie bez znaczenia był też fakt urażenia lokalnej dumy mieszkańców, którzy w trakcie szczegółowych kontroli zmuszeni byli do udowadniania posiadania obywatelstwa Stanów Zjednoczonych. W ramach protestu wypowiedzieli wojnę USA i po minucie się poddali jednocześnie żądając od rządu reparacji wojennych w wysokości miliarda dolarów.
Władze nowo powstałej „Republiki” rozpoczęły wydawanie własnych paszportów, przy czym były one wydawane również obywatelom 13 pozostałych państw basenu Morza Karaibskiego, a także przebywającym na wyspach archipelagu obywatelom Niemiec, Szwecji, Meksyku, Francji, Hiszpanii i Rosji.
Flaga Conch Republic, koszulki z jej emblematami i inne gadżety z jej symboliką są dziś jednymi z najchętniej kupowanych na Florida Keys pamiątek turystycznych.